# Werk aan Water
Werk aan Water is een Nederlandse politieke organisatie die is opgericht voor deelname aan de waterschapsverkiezingen 2008. 
De partij is een initiatief van VNO-NCW Noord, LTO Noord en MKB-Noord.
Werk aan Water won 13 zetels bij de Waterschapsverkiezingen 2008.